# Вильям Вильсон
«Ви́льям Ви́льсон» (англ. William Wilson) — рассказ Эдгара Аллана По, впервые опубликованный в 1839 году, в сюжете которого нашли отражения детские впечатления писателя о годах обучения в Англии, в пригороде Лондона. Рассказ написан в реалистической манере, но построен на мистической теме взаимодействия человека со своим роковым двойником — допельгангером. Рассказ был включён Эдгаром По в сборник «Гротески и арабески» (Tales of the Grotesque and Arabesque, 1840).

## Сюжет
Повествование ведётся от имени рассказчика, называющего себя именем Вильям Вильсон, по его собственному признанию, очень похожим на его настоящее имя, которое он не хочет упоминать, дабы не осквернять им страницы книги. Вильсон признаётся, что является самым падшим человеком и самым худшим грешником на земле, видя своё возможное оправдание лишь в том, что «никто и никогда не был столь сильно искушаем», как он.
Вильсон принадлежит к древнему, состоятельному роду. Он вспоминает о своих школьных годах и о своём однокласснике, который был настолько на него похож, что остальные дети считали их братьями, тем более что звали их одинаково, поступили в школу они в один день и были неразлучны. Позднее выяснилось, что и родились они в один день, так что если бы они действительно были братьями, то были бы близнецами. Тем удивительнее выглядело то обстоятельство, что семьи двух Вильсонов не находились между собой даже в отдалённом родстве.
Между Вильсонами сразу возникло соперничество за лидерство в учёбе, спорте и в популярности, и рассказчик не скрывает ненависти к своему тёзке, возникшей при первой же их встрече. Соперник рассказчика, при всём их сходстве, был более одарённым и нравственным и всегда мог незаметно для окружающих показать своё превосходство над своим более темпераментным товарищем. Честолюбивый Вильсон-рассказчик ненавидит своё «плебейское» имя, и уже тот факт, что из-за появления двойника оно стало звучать вдвое чаще, приводит его в бешенство.
Рассказчик так ничего и не смог противопоставить своему школьному мучителю, который к тому же стал копировать его стиль одежды и поведения и вообще контролировать все его действия, давая непрошеные, но возмутительно справедливые советы и наставления. Даже единственную свою слабость — тихий голос, больше похожий на шёпот, — удачливый Вильсон смог обратить в свою пользу, копируя интонации рассказчика и звуча обличающим эхом его слов.
Однажды ночью рассказчик задумал отомстить своему дерзкому надзирателю и с этой целью прокрался в его комнату. Но своих намерений он не осуществил, точно громом поражённый видом спящего двойника, настолько похожего на него даже во сне, что рассказчик, возможно впервые, почувствовал мистический страх перед ним. После этого случая Вильсон-повествователь покинул школу и поступил в Итонский колледж в Оксфорде. Там он вёл разгульную и развратную жизнь. Но вдруг оказалось, что двойник не ослабил своего надзора и однажды появился в самый разгар оргии, тщательно скрывая своё лицо, но в таком же костюме, что и автор, и хорошо знакомым ему шёпотом произнёс два слова — «Вильям Вильсон», — после чего исчез.
Рассказчик не внял мрачному предзнаменованию и впадал во всё большие непристойности, дойдя до шулерства, как до средства обмана и грабежа сокурсников, при этом сохраняя безупречную репутацию. Во время «большой игры», когда Вильсон-шулер уже, казалось бы, разорил одного богача, неожиданно вновь появился его двойник и уличил рассказчика в обмане. Тому пришлось покинуть Оксфорд с позором.
После этого случая Вильсон пытался скрыться от своего преследователя по всей Европе, но тот постоянно находил его и срывал все его авантюры. Наконец, на карнавале в Риме рассказчику представился случай расквитаться со своим обидчиком. Преисполненный ярости, он закалывает своего двойника шпагой и тут снова видит ту же галлюцинацию — будто в зеркале он сам, умирающий в крови. Двойник перед смертью признаёт своё поражение, но успевает сказать: «С этого момента ты также умер — умер для мира, для неба и для надежды. Во мне ты жил; а теперь ты видишь в моей смерти, видишь в этом отражении, как ты окончательно убил себя».

## Место действия
Рассказ начинается воспоминаниями протагониста о его школьной жизни. Эти абзацы отчасти автобиографичны и связаны с детскими годами Эдгара По, проведёнными в Англии. «Таинственный английский посёлок» — это Стоук Ньюингтон, в то время северное предместье Лондона, в дальнейшем им поглощённое. Школу, в которой учились Вильсоны, По списал с Reverend John Bransby’s Manor House School, расположенной в этом посёлке, где юный Эдгар обучался с 1817 по 1820 годы, впоследствии школа была снесена. Церковь, упоминаемая в рассказе, — St Mary’s «Old» Church, приходская церковь Стоук Ньюингтона, сохранилась до настоящего времени.
Существовал в реальности и «преподобный доктор Брэнсби», которого По вывел на страницах рассказа в весьма неприглядном виде. Настоящий Джон Брэнсби, возглавлявший школу, не имел учёной степени «доктора», так его могли называть только из уважения. Ко времени поступления в школу Эдгара магистру искусств отцу Брэнсби было только 33 года, так что «старым» он тоже не был. Вообще, по воспоминаниям питомцев этого учебного заведения, преподобный Брэнсби был весёлым человеком добрейшей души, широких познаний в биологии, садоводстве и литературе, страстно любил охоту, хорошо поесть и выпить. Дети не чаяли в нём души. На досуге, будучи убеждённым консерватором, Брэнсби сочинял политические памфлеты. После выхода рассказа «Вильям Вильсон» Джон Брэнсби, который к этому времени был ещё жив, очень досадовал, что его бывший ученик описал его столь отталкивающе, и не любил вспоминать об Эдгаре, упоминая лишь, что родители того слишком баловали.
Описание школьной жизни Вильсонов, окружающей их обстановки своей тщательностью и вниманием к деталям резко контрастирует со второй частью «исповеди» Вильсона — о его учёбе в Оксфорде, где практически отсутствуют бытовые подробности. Это неудивительно, так как в 1820 году семья Эдгара По переехала в Америку и с реалиями жизни английских студентов он знаком не был.

## Идея «двойничества»
Сюжеты, построенные на идее «двойничества», типичны для европейского романтизма, и в новелле «Вильям Вильсон» Эдгар По развил эту тему. Однако сам По признавал, что идею раздражения от покушения на собственную уникальность человеком с таким же именем он почерпнул из статьи Вашингтона Ирвинга. В истории Ирвинга герой убивает своего двойника мечом лишь затем, чтобы, сорвав с него маску, увидеть собственное лицо. Когда По выслал Ирвингу номер журнала с рассказами «Вильям Вильсон» и «Падение дома Ашеров», поинтересовавшись его мнением, Ирвинг отдал предпочтение «Вильяму Вильсону» за его более реалистическую манеру и рациональное использование «красок», однако в дальнейшем на долю «Падения дома Ашеров» выпала гораздо большая слава.
Обычно двойник героя в подобных историях представлял собой его «тёмную» половину, доводил героя до безумия и сам являлся воплощением безумия героя. В своём рассказе По переосмыслил этот сюжет: двойник протагониста, напротив, мешает ему делать зло. В имени и фамилии парных героев — William Wilson — дважды повторяется слово will (воля), а фамилия распадается на will и son — «сын воли». Героев с таким именем два, и они противостоят друг другу, и их имя подчёркивает, что рассказчик противостоит самому себе.

## Выразительные средства
Новелла выстроена очень тонко и осторожно. Предложения уравновешены, очень редки прилагательные, после рассказа о школе Вильсона описаний мало. Повествование медлительное, как бы ленивое, изобилующее длинными формализованными фразами. В эссе «Философия творчества» (1846) По рекомендует прибегать к поэтическому эффекту «тумана», в «Вильяме Вильсоне» он сам отказывается следовать этому совету — рассказ логичен и рационален.

## Публикации
Широко распространено мнение, что впервые рассказ был опубликован в рождественском сборнике The Gift: A Christmas and New Year’s Present, датированном 1840 годом. Но более чем за год до этого, в октябре 1839 года, он был напечатан в журнале «Burton's Gentleman's Magazine».
В декабре 1844 года в двух номерах парижской газеты La Quotidienne опубликован французский перевод рассказа. Таким образом «Вильям Вильсон» открыл континентальной Европе Эдгара По, так как до этого его произведения издавались только на английском языке.
Первый перевод на русский язык вышел отдельным изданием в 1858 году в Санкт-Петербурге. Позднее вышли переводы М. Энгельгардта (1896), В. И. Т. (1909). Широко известен современный перевод Р. Облонской.

## Критика и влияние рассказа
Когда По обратился за словами поддержки к Вашингтону Ирвингу, он с особым трепетом ожидал оценки «Вильяма Вильсона», называя этот рассказ «своим лучшим достижением», Ирвинг ответил,

Он выдержан в очень живописном Стиле и читается с Исключительным и Мистическим интересом от начала до конца.
Оригинальный текст (англ.)It is managed in a highly picturesque Style and the Singular and Mysterious interest is well sustained throughout

Томас Манн заявил, что повесть Ф. М. Достоевского «Двойник» (1846), в центре которой также загадочный допельгангер главного героя, ничем больше не перекликается с «Вильямом Вильсоном», так как в ней классический романтический мотив использован для гораздо более глубокого исследования нравственных проблем. Однако, Достоевский был хорошо знаком с творчеством Эдгара По и, хотя не читал по-английски, вполне мог прочесть французский перевод рассказа. В предисловии к публикации «Три рассказа Эдгара Поэ» (1861) Достоевский упоминает несколько рассказов По, которые к тому времени ещё не были переведены на русский язык.

## Экранизации и постановки
Первая, вольная, экранизация рассказа состоялась в 1913 году, фильм назывался «Пражский студент» (Der Student von Prag), был поставлен в Германии Стелланом Рюэ (Stellan Rye) и, по мнению некоторых исследователей, является первым полноценным фильмом ужасов. Ремейк этой картины был снят в 1926 году, опять же в Германии, это была режиссёрская работа Хенрика Галина, в главной роли занят Конрад Фейдт. Третья немецкая экранизация, под тем же названием, Der Student von Prag, состоялась уже после прихода звука в кинематограф — в 1935 году (режиссёр Артур Робинсон, в главной роли Энтон Уолбрук).
В 1943 году в Америке была организована радиопостановка для Mutual Broadcasting System.
Широко известна экранизация французского режиссёра Луи Маля (1968), вошедшая в киноальманах Histoires extraordinaires (Три шага в бреду). Кроме киноадаптации «Вильяма Вильсона» в него вошли экранизации рассказов «Метценгерштейн» (Роже Вадим) и «Никогда не закладывай дьяволу своей головы» (Федерико Феллини).